# Ali Nawaz Khan Talpur
Ali Nawaz Khan Talpur (Khairpur, 9 agosto 1884 – Khairpur, 25 dicembre 1935) è stato un principe indiano.
Fu mir di Khairpur dal 1921 al 1935.

## Biografia
Era figlio del mir Imam Bakhsh Khan Talpur e di sua moglie, figlia di Shah Nawaz Khan Talpur. Venne investito del titolo di Wali Ahad nel 1910. Studiò all'Aitchison College di Lahore. Venne inviato per una migliore formazione militare a far parte dell'Imperial Cadet Corps presso la sede di Dehradun. Nel 1911 intraprese un grand tour in Europa, accompagnato da un ufficiale politico. Succedette al padre come sovrano alla morte di questi l'8 febbraio 1921 e venne incoronato al Faiz Mahal di Khairpur. Durante il suo regno vennero portate avanti diverse riforme. Il mir nello specifico si interessò al problema sanitario, cercando di migliorare il più possibile la salute dei suoi cittadini. Morì il 25 dicembre 1935.